# Leucocelis amplicollis
Leucocelis amplicollis är en skalbaggsart som beskrevs av Leon Fairmaire 1884. Leucocelis amplicollis ingår i släktet Leucocelis och familjen Cetoniidae. Inga underarter finns listade i Catalogue of Life.